# Мовчан, Геннадий Яковлевич
Геннадий Яковлевич Мовчан (30 июня 1901, Лапы, Подляское воеводство — 2 ноября 1998, Москва) — советский архитектор и педагог. Лауреат Государственной премии Российской Федерации (2003, посмертно). Доктор архитектуры, профессор. Ряд проектов выполнил совместно с братом В. Я. Мовчаном.

## Биография
Родился 30 июня 1901 года в местечке Лапы (ныне Польша) в семье инженера-железнодорожника. В 1926 году окончил архитектурное отделение МВТУ. Ученик архитекторов В. А. Веснина и А. В. Кузнецова. В студенческие годы принимал участие в проектировании Всесоюзной сельскохозяйственной выставки (ВСХВ, впоследствии ВДНХ) в Москве.
В 1926—1928 под руководством А. В. Кузнецова участвовал в проектировании и строительстве комплексов ЦАГИ на улице Радио, 17 (совместно с И. С. Николаевым, Б. В. Гладковым, В. Я. Мовчаном, Л. Н. Мейльманом, А. С. Фисенко, Г. Г. Карлсеном) и Всесоюзного Электротехнического Института (ВЭИ) (ныне лабораторно-учебный корпус МЭИ) на Красноказарменной улице, 12. В соавторстве с В. Я. Мовчаном спроектировал и построил административный корпус Всесоюзного электротехнического общества на Красноказарменной улице, 13. Автор проекта водного стадиона «Динамо» (1935, совместно с Л. Н. Мейльманом).
С 1949 года работал в «Гипротеатр», где руководил разработкой проектов кинотеатров, театров, библиотек и клубов. В построенном по его проекту музыкально-драматическом театре в Махачкале (1967, совместно с архитекторами В. Д. Красильниковым и С. X. Галаджевой) реализованы мотивы национального зодчества народов Дагестана.
По утверждению архитектора В. Д. Красильникова Г. Я. Мовчан нашёл свой язык и в конструктивизме, и в неоклассицизме, и в модернизме.
После участия в этнографической экспедиции Е. М. Шиллинга в 1945 году серьёзно занимался изучением народного зодчества горного Дагестана. Этой теме посвящены его кандидатская (1949) и докторская (1970) диссертации. Автор капитальной монографии о традиционном аварском зодчестве. За эту монографию, опубликованную в 2001 году, Г. Я. Мовчан был посмертно удостоен Государственной премии Российской Федерации. Был в числе авторов пятитомника «МАРХИ ХХ Век».
С 1926 года преподавал в МВТУ, с 1928 года — в Московском архитектурном институте. Доцент (1950), профессор. В общей сложности занимался преподавательской деятельностью более 60 лет.
Почётный член отделения архитектуры Российской академии архитектуры и строительных наук и Московского отделения Международной академии архитектуры. Член Союза архитекторов СССР с 1932 года.
Жил в Москве по адресам: улица Солянка, 1 (1920—1929); Красноказарменная улица, 12, корп. 4 (1929—1885); Семёновская набережная, 3/1, корп. 4 (1985—1998).
Умер в Москве 2 ноября 1998 года. Похоронен на Введенском кладбище (21 участок).

## Награды и премии
- Орден «Знак Почёта» (11 марта 1984 года) — за заслуги в научно-педагогической деятельности[9].
- Благодарность Президента Российской Федерации (6 октября 1998 года) — за большой вклад в развитие отечественной архитектуры[10].
- Государственная премия Российской Федерации в области архитектуры 2002 года (5 июня 2003 года, посмертно) — за научные труды по архитектуре народов Дагестана 1945—2002 годов[11].

## Публикации
- Мовчан Г. Я. «Старый аварский дом (в горах Дагестана и его судьба)». М., 2001.